# André-Eugène Blondel

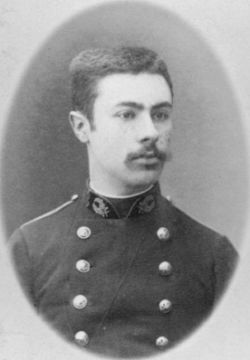
André-Eugène Blondel, 1888

André-Eugène Blondel (* 28. August 1863 in Chaumont; † 15. November 1938 in Paris) war ein französischer Physiker. Er gilt als Erfinder des Oszillographen und entwickelte ein System photometrischer Einheiten, das mit kleineren Modifikationen bis heute in Gebrauch ist.

## Leben und Wirken
André-Eugène Blondel schloss 1888 die École des Ponts et Chaussées als Klassenbester ab. Nach einer Anstellung als Ingenieur wurde er später Professor für Elektrotechnik an seiner Alma Mater.
1893 erfand er den elektromagnetischen Oszillographen. 1894 schlug er das Lumen und andere Maßeinheiten der Photometrie vor. Diese wurden 1896 auf dem Internationalen Elektrikerkongress in Genf angenommen und sind bis heute in Gebrauch.
Blondels Beiträge zur Wissenschaft umfassen auch die drahtlose Telegrafie, die Akustik und die Mechanik, außerdem entwickelte er Vorschläge für eine Theorie des Induktionsmotors.
Eine (veraltete) Einheit der Leuchtdichte wurde nach ihm Blondel benannt.

## Ehrungen
- Faraday-Medaille (1937)
- Medaille des Franklin-Institutes
- Montefiore-Preis
- Lord-Kelvin-Preis
- Mitglied der Académie des sciences (1916)
- Ehrenmitglied der Russischen Akademie der Wissenschaften (1932)[1]
- Kommandeur der Ehrenlegion (1927)[2]